# Grand Prix WMRA 2002
Navigation
2001 2003
Le Grand Prix WMRA 2002 est la quatrième édition du Grand Prix WMRA, compétition internationale de courses en montagne organisée par l'association mondiale de course en montagne.

## Règlement
Le barème de points est identique par rapport à l'année précédente. Le calcul est identique dans les catégories féminines et masculines. Le score final cumule les 3 meilleures performances de la saison. Pour être classé, un athlète doit participer à au moins deux épreuves.
| Classement | 1er | 2e | 3e | 4e | 5e | 6e | 7e | 8e | 9e | 10e | 11e | 12e | 13e | 14e | 15e | 16e | 17e | 18e | 19e | 20e |
| ---------- | --- | -- | -- | -- | -- | -- | -- | -- | -- | --- | --- | --- | --- | --- | --- | --- | --- | --- | --- | --- |
| Points     | 100 | 90 | 85 | 80 | 75 | 70 | 65 | 60 | 55 | 50  | 45  | 40  | 35  | 30  | 25  | 20  | 15  | 10  | 5   | 1   |

## Programme
Le calendrier se compose de six courses.
| Nom de la course                | Distance                 | Dénivelé                  | Pays       | Date              |
| ------------------------------- | ------------------------ | ------------------------- | ---------- | ----------------- |
| Course de montagne de Gamperney | 8,8 km                   | +1 000 m                  | Suisse     | 26 mai 2002       |
| Trofeo Montagne Olimpiche       | 12,6 km () / 8,4 km ()   | +/-765 m () / +/-510 m () | Italie     | 21 juillet 2002   |
| Course de montagne d'Alyeska    | 10,5 km () / 8 km ()     | +/-938 m () / +650 m ()   | États-Unis | 10 août 2002      |
| Challenge Stellina              | 14,4 km () / 8,1 km ()   | +1 630 m () / +820 m ()   | Italie     | 25 août 2002      |
| Trophée mondial                 | 12,96 km () / 8,55 km () | +/-949 m () / +/-590 m () | Autriche   | 15 septembre 2002 |
| Course de Šmarna Gora           | 9,2 km                   | +700 m/-340 m             | Slovénie   | 5 octobre 2002    |

## Résultats

### Hommes
Le Britannique Martin Cox s'impose lors de la première manche à Gamperney où il signe un nouveau record du parcours en 43 min 40 s. Il devance Antonio Molinari de près d'une minute. Le Trofeo Montagne Olimpiche est dominé par les coureurs italiens. Marco De Gasperi s'impose devant Emanuele Manzi et Antonio Molinari. La course de montagne d'Alyeska ne rencontre pas le succès attendu. Aucun athlète international ne fait le déplacement. La course « montée et descente » est remportée par Eric Strabel. Jonathan Wyatt fait son entrée dans la saison en dominant le Challenge Stellina. Il termine avec plus de trois minutes d'avance sur Marco Gaiardo. Martin Cox complète le podium. Wyatt survole les débats lors du Trophée mondial de course en montagne à Innsbruck. Il remporte son troisième titre en terminant à plus de trois minutes devant le Français Raymond Fontaine. Le Néo-Zélandais termine la saison avec une nouvelle victoire à Šmarna Gora. Il devance les Italiens De Gasperi et Manzi. Grâce à ses trois victoires, Jonathan Wyatt remporte le Grand Prix avec un score parfait. Martin Cox se classe deuxième et Marco Gaiardo troisième.
| Course                          | Vainqueur        | Deuxième         | Troisième        |
| ------------------------------- | ---------------- | ---------------- | ---------------- |
| Course de montagne de Gamperney | Martin Cox       | Antonio Molinari | Alexis Gex-Fabry |
| Trofeo Montagne Olimpiche       | Marco De Gasperi | Emanuele Manzi   | Antonio Molinari |
| Course de montagne d'Alyeska    | Eric Strabel     |                  |                  |
| Challenge Stellina              | Jonathan Wyatt   | Marco Gaiardo    | Martin Cox       |
| Trophée mondial                 | Jonathan Wyatt   | Raymond Fontaine | Ranulfo Sánchez  |
| Course de Šmarna Gora           | Jonathan Wyatt   | Marco De Gasperi | Emanuele Manzi   |

### Femmes
Angela Mudge remporte la course de montagne de Gamperney en battant de près de deux minutes la tenante du titre Izabela Zatorska. La Slovaque Ľudmila Melicherová termine quatrième derrière la Suissesse Eroica Spiess. Valentina Belotti s'impose au Trofeo Montagne Olimpiche. Angela Mudge et Maria Cocchetti complètent le podium. Sans concurrence internationale, la favorite locale remporte sa quatrième victoire d'affilée à la course « montée » d'Alyeska. Le Challenge Stellina est remporté par Angela Mudge devant Izabela Zatorska et Melissa Moon. La double championne d'Europe Svetlana Demidenko mène la course sur une allure soutenue et remporte le titre de championne du monde de course en montagne à Innsbruck en terminant avec deux minutes d'avance sur la fondeuse Antonella Confortola. La Polonaise Zatorska complète le podium. Izabela s'impose lors de la finale à Šmarna Gora. Les sœurs Hižar, Ines et Tina, complètent le podium juste devant l'Italienne Belotti. Bien qu'absente de la finale, Angela Mudge remporte le Grand Prix pour 10 points devant Izabela Zatorska. Valentina Belotti signe une excellente première saison internationale de course en montagne en se classant troisième.
| Course                          | Vainqueur          | Deuxième             | Troisième        |
| ------------------------------- | ------------------ | -------------------- | ---------------- |
| Course de montagne de Gamperney | Angela Mudge       | Izabela Zatorska     | Eroica Spiess    |
| Trofeo Montagne Olimpiche       | Valentina Belotti  | Angela Mudge         | Maria Cocchetti  |
| Course de montagne d'Alyeska    | Nina Kemppel       |                      |                  |
| Challenge Stellina              | Angela Mudge       | Izabela Zatorska     | Melissa Moon     |
| Trophée mondial                 | Svetlana Demidenko | Antonella Confortola | Izabela Zatorska |
| Course de Šmarna Gora           | Izabela Zatorska   | Ines Hižar           | Tina Hižar       |

## Classements
| Rang          | Nom              | Course 1 | Course 2 | Course 3 | Course 4 | Course 5 | Course 6 | Points |
| ------------- | ---------------- | -------- | -------- | -------- | -------- | -------- | -------- | ------ |
| Médaille d'or | Jonathan Wyatt   |          |          |          | 100      | 100      | 100      | 300    |
| 2             | Martin Cox       | 100      |          |          | 85       | 80       |          | 265    |
| 3             | Marco De Gasperi |          | 100      |          |          | 55       | 90       | 245    |
| 3             | Marco Gaiardo    |          | 75       |          | 90       | 75       | 80       | 245    |
| 3             | Antonio Molinari | 90       | 85       |          | 70       | 60       |          | 245    |
| 6             | Emanuele Manzi   |          | 90       |          |          | 25       | 85       | 200    |

| Rang          | Nom                 | Course 1 | Course 2 | Course 3 | Course 4 | Course 5 | Course 6 | Points |
| ------------- | ------------------- | -------- | -------- | -------- | -------- | -------- | -------- | ------ |
| Médaille d'or | Angela Mudge        | 100      | 90       |          | 100      | 60       |          | 290    |
| 2             | Izabela Zatorska    | 90       |          |          | 90       | 85       | 100      | 280    |
| 3             | Valentina Belotti   |          | 100      |          | 80       |          | 80       | 260    |
| 4             | Ľudmila Melicherová | 80       |          |          | 60       |          | 75       | 215    |
| 5             | Romina Sedoni       |          | 75       |          | 70       |          |          | 145    |
| 6             | Irena Czuta-Pakosz  | 70       |          |          |          | 0        | 65       | 135    |